# Кантал (департамент)
Вижте пояснителната страница за други значения на Кантал.
Кантал (на френски: Cantal) е департамент в регион Оверн-Рона-Алпи, централна Франция. Образуван е през 1790 година от южните части на провинция Оверн. Площта му е 5726 км², а населението – 145 757 души (2016). Административен център е град Орияк.